# Хеллман, Джером
Джером Хеллман (англ. Jerome Hellman; 4 сентября 1928 — 26 мая 2021) — американский кинопродюсер. В 1970 году стал лауреатом премии «Оскар» за лучший фильм за картину «Полуночный ковбой». Его фильм 1978 года «Возвращение домой» был номинирован на ту же награду.

## Биография
Хеллман родился в еврейской семье в Нью-Йорке. Он начал свою карьеру в качестве агента по талантам в Ashley/Steiner Agency, и вскоре сам организовал агентство Jerome Hellman Associates, которое представляло интересы некоторых выдающихся режиссёров, писателей и продюсеров во время «золотого века» эфирного телевидения.
Первые шаги в продюсировании Хеллман сделал, получив должность исполнительного продюсера от своего клиента президента и продюсера Уортингтона Майнера в последние дни существования компании Unit Four Productions, которая была партнёрством Джорджа Роя Хилла, Франклина Шаффнера и Филдера Кука и производила одночасовые драмы в прямом эфире на NBC (1955—1957). После ухода из NBC Хилл, Шаффнер и Кук перешли к режиссёрской работе в «Playhouse 90», который был первым 90-минутным телевизионным драматическим сериалом от новой студии CBS на западном побережье.
В 1959 году Хеллман распустил своё агентство талантов и занялся исключительно производством кинофильмов. Он сотрудничал с Джорджем Роем Хиллом и выпустил свой первый фильм «Мир Генри Ориента» (1964, реж. Джордж Рой Хилл) с Питером Селлерсом, Анджелой Лэнсбери и Томом Босли в главных ролях.
За следующие 25 лет он снял ещё шесть художественных фильмов. «Прекрасное безумие» (1966) с Шоном Коннери, Джоан Вудворд, Жаном Себерг в главных ролях; «Полуночный ковбой» (1969) с Дастином Хоффманом и Джоном Войтом; «День саранчи» (1975) с Дональдом Сазерлендом, Кареном Блэком, Берджесс Мередит и Уильямом Атертоном; «Возвращение домой» (1978) с Джейн Фонда, Джономом Войтом и Брюсом Дерном; «Обещания в темноте» (1979, реж. Хеллман) с Маршей Мейсон, Недом Битти; «Берег москитов» (1986) с Харрисоном Фордом, Хелен Миррен и Ривер Феникс.
Его сотрудничество с режиссёром Джоном Шлезингером и сценаристом Уолдо Солтом в постановке «Полуночного ковбоя» собрало семь номинаций на премию «Оскар» и получило премию «Оскар» за лучший фильм, лучшего режиссёра и лучший сценарий. Эта творческая команда продержится до «Дня саранчи» и ранних стадий производства «Возвращения домой».
Фильм «Возвращение домой» был срежиссирован Хэлом Эшби и получил восемь номинаций на премию «Оскар», включая лучший фильм. Премию получили Джон Войт (лучший актёр), Джейн Фонда (лучшая актриса) и Уолдо Солт, Роберт К. Джонс и Нэнси Дауд (лучший оригинальный сценарий).
В 1995 году Хеллман был членом жюри 19-го Московского международного кинофестиваля.